# 591 Irmgard
591 Irmgard este un asteroid din centura principală, descoperit pe 14 martie 1906, de August Kopff.